# Das Wort für Welt ist Wald
Das Wort für Welt ist Wald (Originaltitel The Word for World Is Forest) ist ein Science-Fiction-Roman der US-amerikanischen Schriftstellerin Ursula K. Le Guin. Der Roman wurde erstmals 1972 in den Vereinigten Staaten als Teil der Anthologie Again, Dangerous Visions veröffentlicht und 1976 von Berkley Books als eigenständiges Buch herausgegeben. Er gehört zum Hainish-Zyklus von Le Guin.
Die Handlung spielt in einer militärischen Holzfällerkolonie auf dem fiktiven Planeten Athshe, die von Menschen von der Erde (in der Geschichte als „Terra“ bezeichnet) errichtet wurde. Die Kolonisten haben die völlig nicht-aggressiven einheimischen Athsheaner versklavt und behandeln sie sehr hart. Schließlich führt einer der Einheimischen, dessen Frau von einem terranischen Militäroffizier vergewaltigt und getötet wurde, einen Aufstand gegen die Terraner an und erreicht, dass sie den Planeten verlassen. Dabei wird jedoch auch die zuvor friedliche Kultur der Athsheaner erstmals mit massiver Gewalt konfrontiert.

## Hintergrund

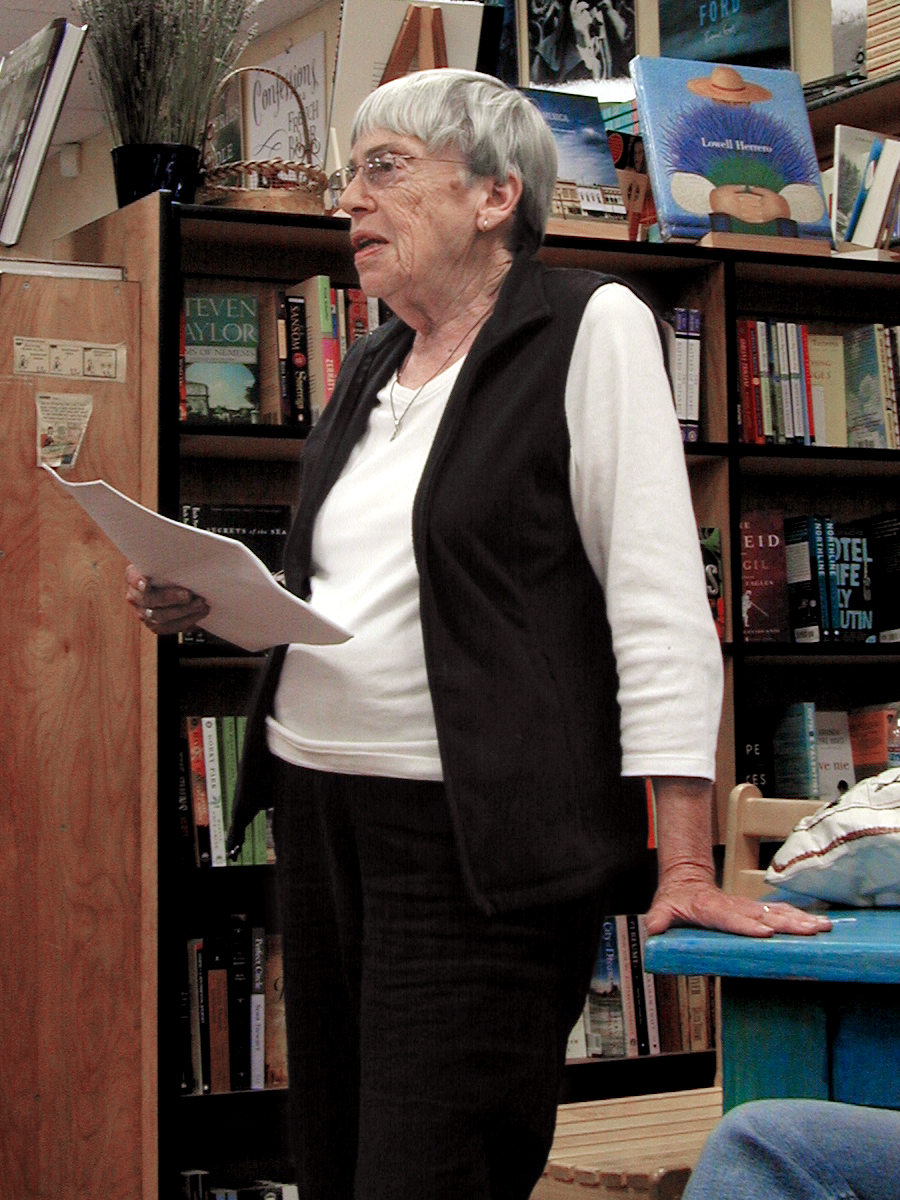
Le Guin bei einer Lesung 2008

Le Guins Vater Alfred Louis Kroeber und ihre Mutter Theodora Kroeber waren Wissenschaftler, und die Auseinandersetzung mit deren anthropologischer Arbeit beeinflusste Le Guins Schreiben maßgeblich. Viele der Protagonisten in Le Guins Romanen, wie etwa in The Left Hand of Darkness und Rocannon's World, sind ebenfalls Anthropologen oder soziale Forscher. Le Guin verwendete den Begriff Ekumen für ihr fiktives Bündnis von Welten, ein Ausdruck, den sie von ihrem Vater übernahm, der ihn aus dem griechischen Oikoumene ableitete, um damit eurasische Kulturen mit gemeinsamem Ursprung zu bezeichnen.
Le Guins Interesse am Taoismus beeinflusste einen Großteil ihrer Science-Fiction-Werke. Laut Douglas Barbour enthält die Literatur des Hainish-Zyklus ein Thema des Gleichgewichts zwischen Licht und Dunkelheit, ein zentrales Motiv des Taoismus. Sie wurde zudem von ihrem frühen Interesse an Mythologie und ihrer bereits in der Kindheit erfahrenen kulturellen Vielfalt geprägt. Ihre Protagonisten sind häufig an den Kulturen interessiert, die sie untersuchen, und motiviert, diese zu bewahren, statt sie zu erobern. Zu den Autoren, die Le Guin beeinflussten, gehören Victor Hugo, Leo Tolstoi, Virginia Woolf, Italo Calvino und Laotse.
Le Guin identifizierte sich mit dem Feminismus und interessierte sich für Gewaltlosigkeit und ökologisches Bewusstsein. Sie nahm an Demonstrationen gegen den Vietnamkrieg und gegen Kernwaffen teil. Diese Überzeugungen spiegeln sich in mehreren ihrer Werke wider, darunter auch in jenen, die im Hainish-Zyklus spielen. Die Romane des Hainish-Zyklus untersuchen häufig die Auswirkungen unterschiedlicher sozialer und politischer Systeme, wobei Le Guin eine Vorliebe für eine „Gesellschaft, die durch Konsens regiert wird, eine gemeinschaftliche Zusammenarbeit ohne äußere Regierung“, zeigte. Ihre Literatur stellt zudem häufig gängige Darstellungen von Rasse und Geschlecht in Frage.
Der Roman trug ursprünglich den Titel „Little Green Men“ in Anspielung auf ein verbreitetes Science-Fiction-Motiv. In ihrem Vorwort zur Ausgabe von 1976 erklärte Le Guin, sie sei besorgt über die Ausbeutung der natürlichen Welt durch den Menschen, insbesondere im Namen finanzieller Gewinne, und dass diese Sorge sie zur Abfassung der Geschichte veranlasst habe.

## Handlung
Auf dem von Menschen kolonisierten Planeten Athshe hat Captain Davidson das Kommando über ein militärisches Holzfällerlager, in dem die einheimischen, völlig friedfertigen Athsheaner als Zwangsarbeiter und Diener eingesetzt werden. Die Terraner bezeichnen die Erde als „Terra“ und betrachten die Athsheaner als primitive Wesen. Nachdem Davidson die Frau des Athsheaners Selver vergewaltigt und getötet hat, beginnt dieser, sein Volk zum bewaffneten Widerstand zu führen. Unterstützt vom Kolonie-Anthropologen Raj Lyubov organisiert Selver einen koordinierten Aufstand, bei dem mehrere Lager zerstört und viele Kolonisten getötet werden. Die Terraner ziehen sich schließlich von Athshe zurück, doch der Preis ist hoch: Die Athsheaner haben das Töten erlernt, und ihre bisher gewaltlose Kultur ist dauerhaft verändert.

## Hintergrund und Rezeption
Der Roman weist stark anti-koloniale und anti-militaristische Züge auf, die teilweise aus Le Guins negativer Reaktion auf den Vietnamkrieg resultieren. Zudem behandelt er Themen wie Umweltbewusstsein sowie die Verbindungen zwischen Sprache und Kultur. Er teilt das Motiv des Träumens mit Le Guins Roman The Lathe of Heaven und die Metapher des Waldes als Bewusstsein mit der Kurzgeschichte Vaster than Empires and More Slow.
Der Roman gewann 1973 den Hugo Award in der Kategorie „Novella“. Er war zudem für mehrere weitere Preise nominiert. Das Werk erhielt überwiegend positive Kritiken von Rezensenten und Wissenschaftlern und wurde unter anderem als bewegend und eindringlich beschrieben. Mehrere Kritiker stellten jedoch fest, dass es im Vergleich zu anderen Werken von Le Guin, wie etwa The Left Hand of Darkness, weniger überzeugend sei, was sie auf einen stellenweise polemischen Ton und das Fehlen komplexer Figuren zurückführten.